# Ommatocepheus reticulatus
Ommatocepheus reticulatus är en kvalsterart som beskrevs av Pérez-Íñigo och Peña 1997. Ommatocepheus reticulatus ingår i släktet Ommatocepheus och familjen Cepheidae. Inga underarter finns listade i Catalogue of Life.